# فرودگاه کازینو دو لاک-لامی
کازینو دو لاک-لامی (به انگلیسی: Casino du Lac-Leamy) یک فرودگاه همگانی است . این فرودگاه در کشور کانادا قرار دارد و در ارتفاع ۶۷ متری از سطح دریا واقع شده‌است.